# Иваниска (гмина)
Иваниска (пол. Iwaniska) — городско-сельская гмина (волость) в Польше, входит как административная единица в Опатувский повет, Свентокшиское воеводство. Население — 7136 человек (на 2004 год). Административный центр — город Иваниска.

## Демография
| Перепись                       | Всего   | Всего | Женщины | Женщины | Мужчины | Мужчины |
| ------------------------------ | ------- | ----- | ------- | ------- | ------- | ------- |
| Единицы                        | человек | %     | человек | %       | человек | %       |
| Население                      | 7136    | 100   | 3502    | 49,1    | 3634    | 50,9    |
| Плотность населения (чел./км²) | 67,9    | 67,9  | 33,3    | 33,3    | 34,6    | 34,6    |

## Сельские округа
1. Бодушув
2. Боркув
3. Дзевёнтле
4. Гарбовице
5. Грызикамень
6. Ястшембска-Воля
7. Каменец
8. Копец
9. Куявы
10. Кремпа
11. Лопатно
12. Марянув
13. Мыдлув
14. Нова-Лаговица
15. Пшепюрув
16. Радван
17. Сколянковска-Воля
18. Стобец
19. Стара-Лаговица
20. Топорув
21. Тенча
22. Уязд — в селе находятся руины замка Крыжтопор.
23. Войновице
24. Взоры
25. Выгелзув
26. Зальдув

## Поселения
1. Плянта
2. Собекурув
3. Халишка
4. Зелёнка
5. Каменна-Гура
6. Подзальдув

## Соседние гмины
1. Гмина Бадковице
2. Гмина Богоря
3. Гмина Климонтув
4. Гмина Липник
5. Гмина Лагув
6. Гмина Опатув
7. Гмина Ракув